# Порпаоин, Чана
Чана Порпаоин (англ. Chana Porpaoin, родился 25 марта 1966 года в Пхетчабун, Таиланд) — тайский боксёр-профессионал, выступавший в минимальной (Minimumweight) весовой категории. Чемпион мира по версии ВБА (WBA) (1993—1995, 2001.). Наилучшая позиция в мировом рейтинге: ??-й.

## Результаты боёв
| Бой | Дата | Соперник | Судьи | Место боя | Раундов | Результат | Дополнительно |
| --- | ---- | -------- | ----- | --------- | ------- | --------- | ------------- |
|     |      |          |       |           |         |           |               |
| Бой | Дата | Соперник | Судьи | Место боя | Раундов | Результат | Дополнительно |